# Hatvan
Hatvan (německy Hottwan, slovensky Chotvan) je okresní město v Maďarsku v župě Heves. Má rozlohu 66,17 km² a žije zde přibližně 20 tisíc obyvatel. Protéká jím říčka Zagyva. Jeho název znamená v maďarštině doslova čislici „60“. Shodou okolností je Hatvan vzdálen přibližně 60 km od maďarské metropole Budapešti. Ve městě se také nachází termální lázně.

## Poloha
Hatvan leží asi 50 km severovýchodně od Budapešti. Rozkládá se na břehu řeky Zagyvy (u města ústí Novohradský potok do řeky), obklopen je rovinatou krajinou (výjimkou je menší kopec Strázsa s nadm. výškou 176 m n. m.

## Historie
První známky lidské činnosti v okolí města pocházejí už ze starší doby kamenné. V oblasti kolem Hatvanu byly nalezeny pozůstatky osídlení z období mezi 5000 a 2500 před naším letopočtem.  Významné osídlení se zde objevilo v době bronzové (podle něj získala jméno Hatvanská kultura). Po tomto období se zde však žádné další sídelní útvary až do středověku nevyskytují. Přesto archeologové na území Hatvanu nacházejí artefakty skýtského, keltského, roxolanského, sarmatského, avarského a staromaďarského původu. Nedaleko vrcholku Strázsa byly nalezeny pozůstatky římské strážní věže.
Osídlení vzniklo v místech, kde bylo možné bezpečně přebrodil řeku Zagyvu. V roce 1170 se na území dnešního města usadili premonstrátší mniši a založili zde v roce 1264 klášter. První písemná zmínka o osídlení pak pochází z roku 1235. Mnichům se dařilo vysušovat bažiny a zavádět nové formy zemědělství a díky dobrým životním podmínkám sem přicházelo stále více lidí. V období vrcholného středověku tudy vedla navíc obchodní stezka z Budína do Krakova. V roce 1406 získal Hatvan status města s tržním právem (maďarsky mezőváros). Vyrábělo se zde také víno, které z bylo z Hatvanu vyváženo do okolních uherských měst.

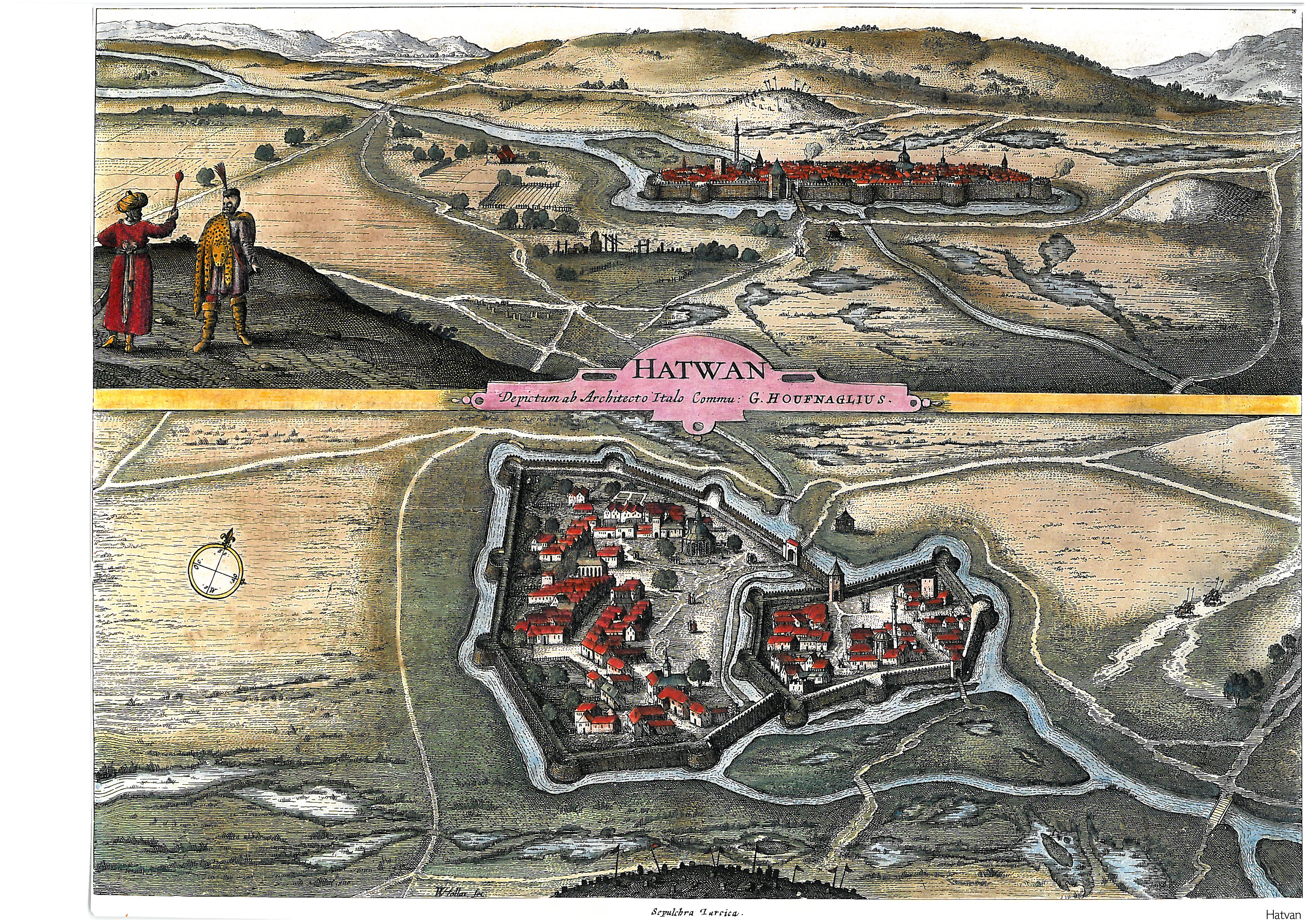
Město v 16. století.

V roce 1544 získali Hatvan Turci. Ti z něj učinili centrum sandžaku, který zasahoval do území dnešních okresů Gyöngyös, Pásztó a Jászberény. Díky tomu se město postupně rozvíjelo i během osmanské okupace. Přicházelo stále více nemaďarského obyvatelstva. V 17. století, posledním věku turecké moci, zde již byli Maďaři v menšině co do podílu na obyvatelstvu města. Turci pod vedením místního správce Déli Kurta Hatvan také opevnili, přítomná byla vojenská posádka. Součástí fortifikace byly početné palisády, které ale podléhaly zkáze, a tak muselo být opevnění často opravováno. O opevnění se podrobně zmiňoval turecký cestovatel Evlia Cselebi, který si poznamenal, že místní pevnost má obvod 1000 kroků, 8 bašt (z toho tři cihlové) a hluboký příkop, který je napájen vodou z řeky Zagyvy. Povšiml si, že v příkopě kotví rybářské lodě. Pevnost bránilo tehdy 68 děl.
Město bylo dobyto zpět z tureckých rukou roku 1686.
Roku 1739 zasáhla město epidemie moru, která si vyžádala řadu obětí.
V roce 1746 se Hatvan dostal do držení hraběte Antala Grassalkoviče I., který zde nechal postavit zámek a přivedl německé osadníky z okolí Kolína nad Rýnem a Trevíru. Současný kostel na Kossuthově náměstí byl postaven v druhé polovině 18. století a dnes je významnou kulturní památkou. V roce 1849 došlo u Hatvanu k bitvě, v níž maďarští vzbouřenci porazili rakouské císařské vojsko.
V následujícím období zahájila provoz textilní továrna. Po napojení Hatvanu na železniční síť v roce 1867 se v obci usadili italští, němečtí a čeští dělníci i řečtí a židovští obchodníci. Průmyslový rozvoj místa začal výstavbou cukrovaru v roce 1889 průmyslnickou rodinou Deutsch-Hatvany. Rovněž umožnil městu překonat druhý břeh řeky Zagyvy, kde vzniklo nádraží. Již na mapě třetího vojenského mapování jsou patrné všechny tratě, které do města směřovaly, nicméně ještě bez cukrovaru. Existovala zde také železniční kolonie, která se později rozrostla do podoby místní části Nový Hatvan (Újhatvan).
Ve 20. letech 20. století byla založena také konzervárna.
V roce 1939 přišli do Hatvanu uprchlíci z Polska a také někteří Židé. Město tehdy již mělo rozlohu dost se podobající současné; nebyl nicméně dobudován celý Nový Hatvan (maďarsky Újhatvan), železniční uzel však měl již současnou podobu a řeka Zagyva byla regulována takovým způsobem, jako je dnes. 
Dopravní význam Hatvanu jako železničního uzlu vedl za druhé světové války ke zřízení sběrného tábora pro maďarské Židy z oblasti měst Hatvan, Gyöngyös a Pásztó, odkud se byli odváženi dál do vyhlazovacích táborů. Hatvanská dráha byla také terčem náletu 21. září 1944, při kterém zahynulo kolem 600 lidí. Dne 25. listopadu 1944 město obsadila Rudá armáda, která zde dokázala prolomit německé linie.
Po druhé světové válce byl Hatvan v roce 1945 povýšen na město. V době existence Maďarské lidové republiky bylo kolektivizováno zemědělství a místní zpracovatelský průmysl. Některé domy na východním okraji města byly zbourány, aby uvolnily prostor pro rozsáhlé panelové sídliště. 
Od roku 1990 se Hatvan změnil z regionálního centra pro zemědělské produkty na město podléhající metropolitní oblasti Budapešti. Lidé se přeorientovali spíše na služby. Od té doby vzniklé partnerství měst je určujícím znakem současné orientace místa.

## Obyvatelstvo
V roce 2001 tvořili obyvatelstvo z 99 % Maďaři a z 1 % Romové. 51 % obyvatel se hlásí k Římskokatolické církvi, 3,7 % k reformovaným církvím a 1,2 % k luteránství. 

## Ekonomika

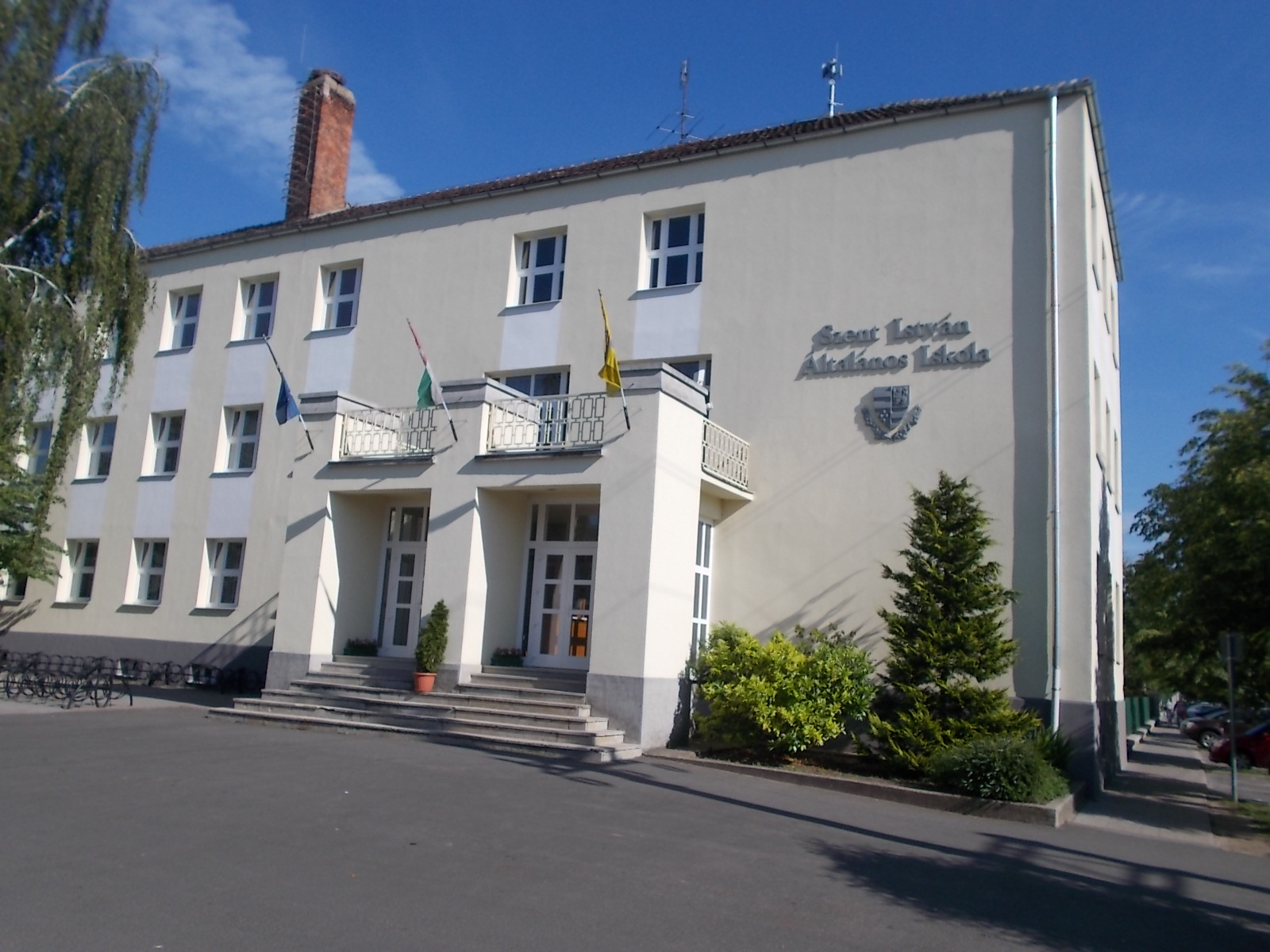
Základní škola sv. Štěpána

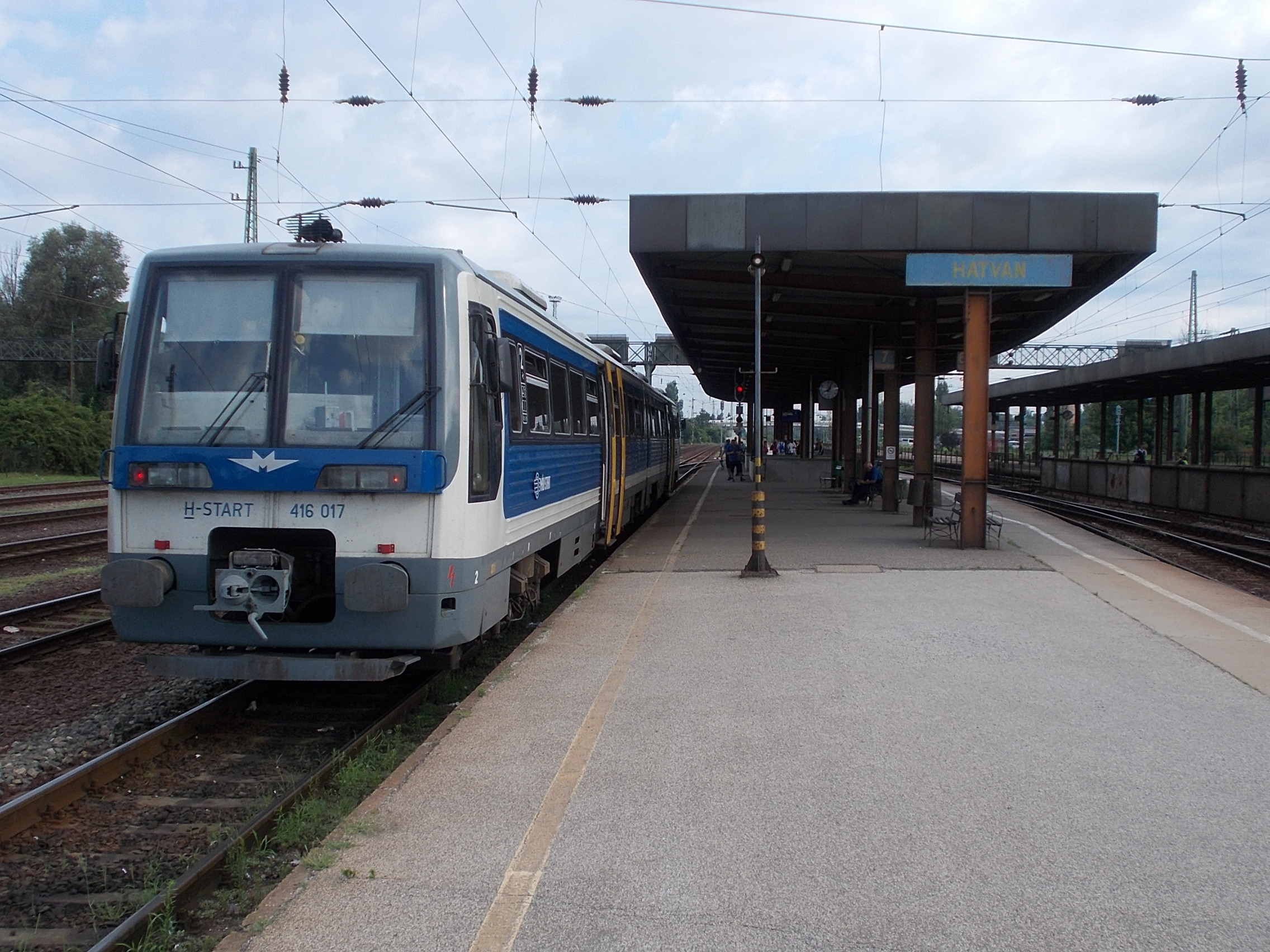
Místní nádraží

V oblasti byl tradiční zdroj obživy zemědělství. Později zde byly postaveny různé potravinářské závody, např. cukrovar nebo konzervárna. Na počátku 21. století byl cukrovar zbourán. Do té doby sloužil ještě jako skladiště. V roce 2001 byla v Újhatvanu založena průmyslová zóna, kde se usídlilo pět velkých firem, které se věnují oblasti elektroniky. Zóna přiléhá k dálnici M3[zdroj?] a z jižní strany potom k zastavěné oblasti Újhatvanu.

## Pamětihodnosti a kultura
- Grassalkovičův palác na Kossuthově náměstí je rozsáhlou stavbou zaujímající velkou část centra města.
- Barokní kostel svatého Adalberta na hlavním náměstí.
- Pivovar, v současnosti Muzeum Lajose Hatvanyho.
- budova radnice
- Knihovna Ady Endreho, která plní roli městské knihovny.
- Zmíněné termální lázně leží na jižním okraji města.

## Doprava
Hatvanem prochází dálnice M3 do maďarského Miskolce a potom dále na sever do Košic. Původně přes něj vedla i silnice celostátního významu č. 3. Ta prochází samotným středem města.
Město je rovněž regionální železniční křižovatkou. Tratě odsud směřují do měst Füzesabony, Salgótarján a Jászberény. Přes místní hlavní nádraží je denně vypravováno více než sto vlaků.
V roce 2010 bylo v Hatvanu dobudováno nové autobusové nádraží, umístěné severně od hlavního železničního nádraží.

## Školství
V Hatvanu se nachází osm mateřských a pět základních škol. Jako největší střední škola v kraji poskytuje vzdělání Damjanićův Institut průmyslového odborného vzdělávání.

## Zdravotnictví
V Hatvanu stojí nemocnice Alberta Schweitzera.

## Osobnosti města
- Antonín I. Grasalkovič (1694–1771), slovenský šlechtic a politik v Uhersku
- Zoltán Lajos Meszlényi (1892–1951) – maďarský katolický duchovní, umučený komunisty v koncentračním táboře Kistracsa
- Tibor Tarnai, inženýr a matematik

## Partnerská města
- Jarocin, Polsko (1997)
- Kokkola, Finsko (1989)
- Maassluis, Nizozemsko (1992)
- Târgu Secuiesc, Rumunsko (1998)
- Tavarnelle Val di Pesa, Itálie (1996)